# Абраимовка
Абраи́мовка (бел. Абраімаўка) — деревня в составе Михеевского сельсовета Дрибинского района Могилёвской области Республики Беларусь.

## Название
Название происходит от антропонима Абраим, Абрагим, который, в свою очередь, является формой имени Абрам, Абрамий, так же возможно происхождение от Абрагимов.

## Население
- 1999 год — 55 человек
- 2010 год — 20 человек